# 穰城之戰
穰城之戰，是東漢末年曹操統一北方的戰爭中，曹操攻打張繡的戰役。
建安二年（197年），張繡被曹操擊敗後退往穰城（在今河南省邓州市境），與劉表合軍。後乘曹操進攻袁術之際，數攻葉縣，威脅許昌。
建安三年（198年）正月，曹操回到许都。三月，尚书荀攸劝曹操：“张绣与刘表联合，互为犄角之势，但是张绣人马靠刘表供给，时间一久，刘表力不能支，必然与张绣分裂。我不如缓兵以待其变；若急切进攻，刘表必拼死相救，我军不易取胜。那时就会形成进退维谷之势。”曹操不听，又率于禁、陷陈都尉乐进等围攻张绣于穰城。五月，刘表果然派援军助张绣，断绝曹操军后路。
建安三年（198年）三月，尚书荀攸劝曹操：“张绣与刘表联合，互为犄角之势，但是张绣人马靠刘表供给，时间一久，刘表力不能支，必然与张绣分裂。我不如缓兵以待其变；若急切进攻，刘表必拼死相救，我军不易取胜。那时就会形成进退维谷之势。”曹操不听，率平虏校尉于禁、陷陈都尉乐进等围攻张绣于穰城。不久，得知袁紹聽取田豐建議打算趁機偷襲許昌，乃撤軍後退。張繡率軍堵截曹軍後路。此時，劉表也派軍助戰，據險攔截。曹操写信给留守许都的谋士荀彧：“就是贼来追我，日行数里，我也有办法对付他们。等我到了安众，一定击破张绣。”当曹操到安众县，张绣、刘表军占据前后要地，曹操军前后受敌。為了擺脫危局，曹操令士卒連夜鑿險為地道，全軍從地道中突破攔截，並暗中設下埋伏，待機破敵。張繡不聽謀士賈詡的勸阻，強行追擊，于是張、劉聯軍進入伏擊圈。曹操从弟曹仁以议郎督骑，随征旁县，俘虏其男女三千余人；曹操被追杀士卒丧气之际，曹仁率将士奋战，曹操壮之，曹操本人也亲自断后；屯汝南西界的振威中郎将李通率兵乘夜拜见曹操，曹操得以复战，曹軍奇兵驟出，李通为先登，张、刘联军遭步騎夾攻而大敗。曹軍獲勝後，速行北撤。張繡後又聽從賈詡意見，收集散兵，再行追擊，竟將曹操後衛部隊擊潰。